# St. Anna (Altötting)

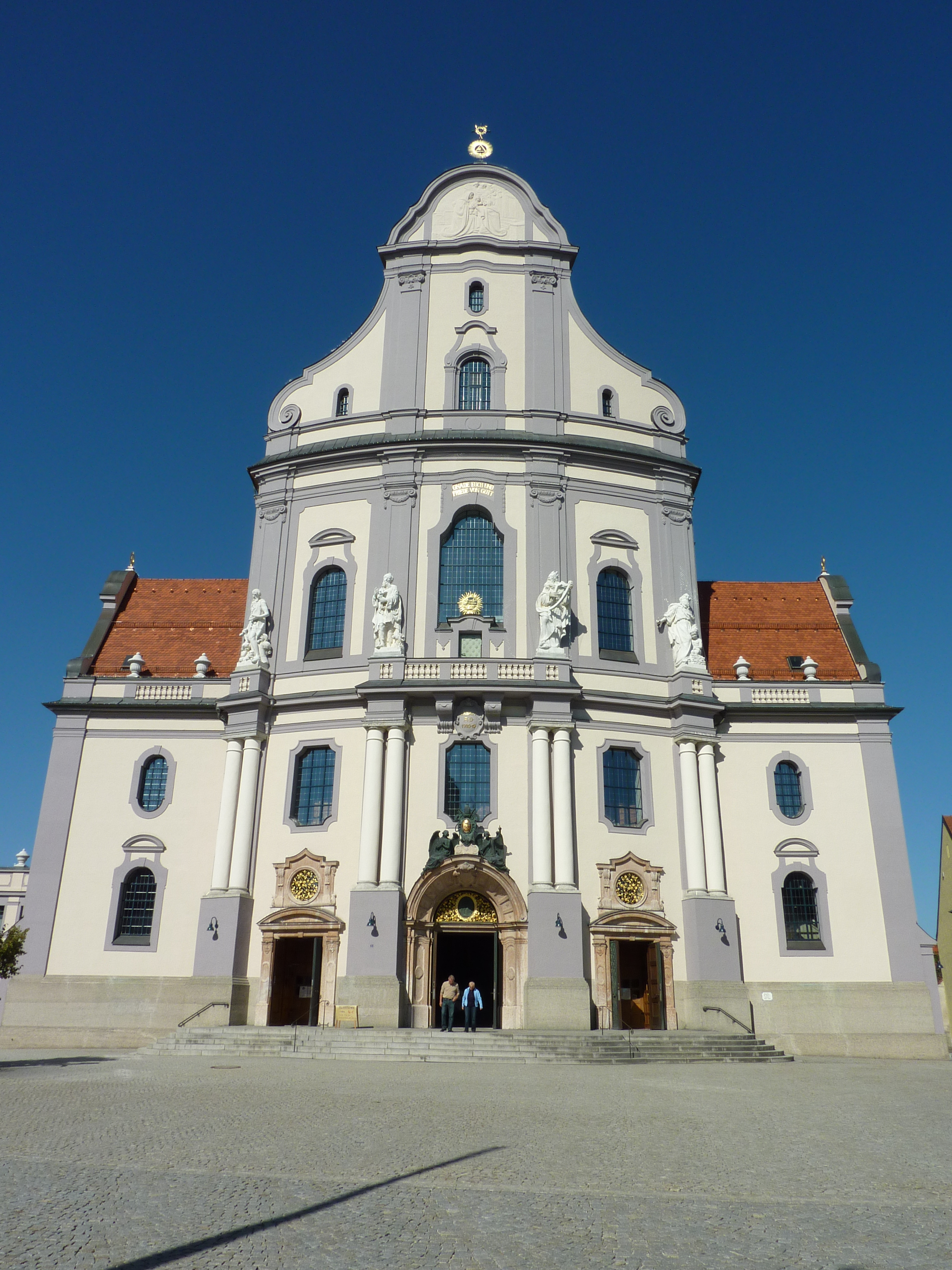
Frontalansicht

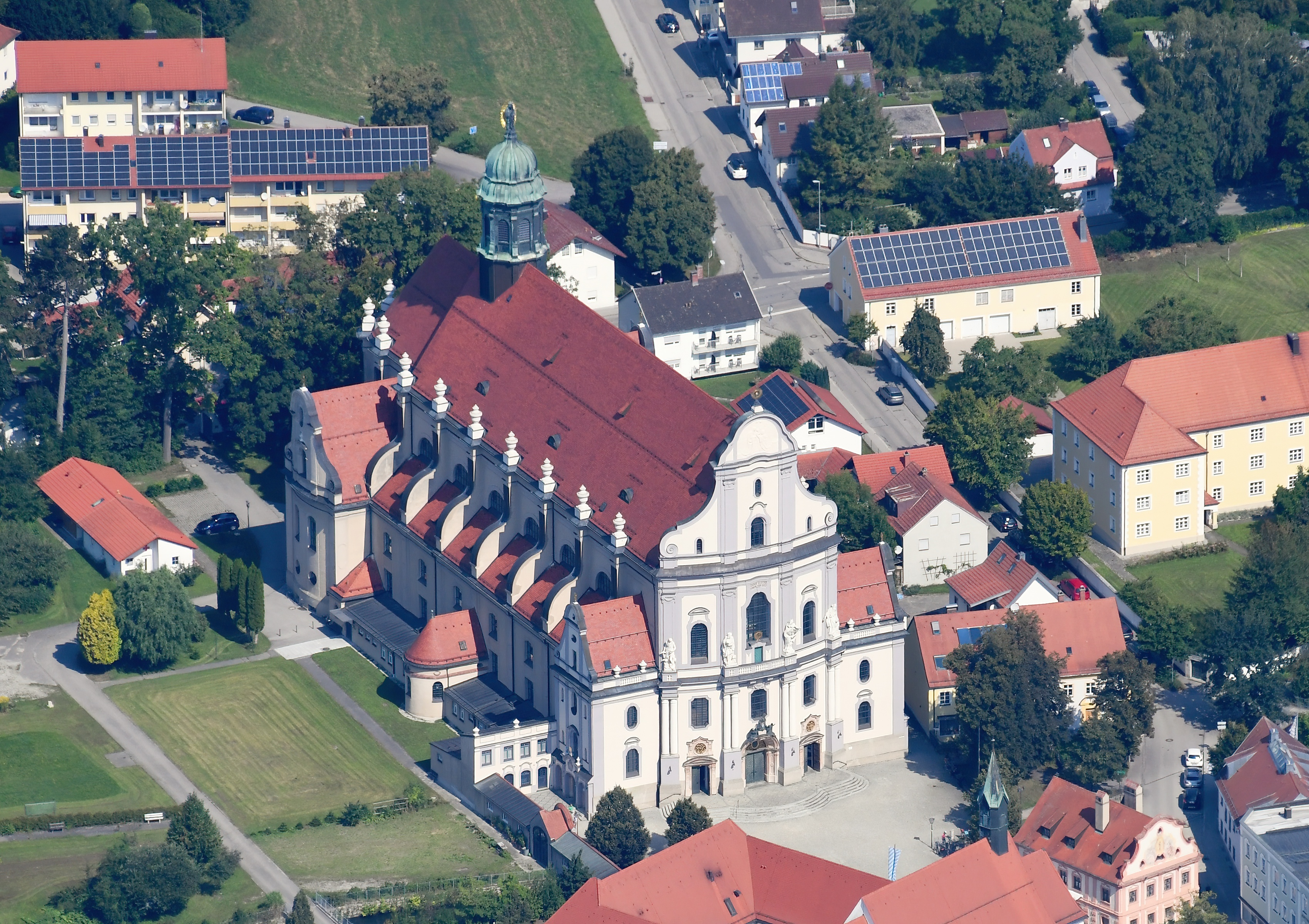
Luftbild der Basilika

Die Basilika St. Anna in Altötting ist eine der größten im 20. Jahrhundert gebauten Kirchen in Deutschland. Die Kirche, neben dem Kapuzinerkloster St. Konrad am Bruder-Konrad-Platz, hat eine Länge von 83 Metern, eine Höhe von 24 Metern und eine Gewölbebreite von 27 Metern. 1913 erhob sie Papst Pius X. in den Rang einer  Basilica minor.

## Baugeschichte
Bereits im 17. Jahrhundert wurden im Wallfahrtsort nach Plänen von Enrico Zuccalli erste Fundamente für einen 60 Meter hohen Kuppelbau begonnen, deren Grundstein durch den Kurfürsten Maximilian gelegt worden war. Die Fundamente wurden in den 1980er Jahren beim Bau einer Tiefgarage entdeckt. Ein Modell dieser Konstruktion befindet sich im Altöttinger Heimatmuseum.
Mit dem Anschluss Altöttings an das Eisenbahnnetz Ende des 19. Jahrhunderts stiegen die Pilgerzahlen stark an und die vorhandenen Kirchen konnten die Pilgerströme nicht mehr fassen. So wurde zuerst über einen Ausbau der vorhandenen Kirchen nachgedacht, bevor unter der Schirmherrschaft des Prinzregenten Luitpold von Bayern (1886–1912) und später seines Sohnes Prinzregent und ab 1913 König Ludwig III. (1912–1918) durch den Kapuzinerorden ein Neubau vorangetrieben wurde.
Die heutige Basilika wurde in Anlehnung die Architektur der Klosterkirche St. Mariä Himmelfahrt in Fürstenfeld im Stil des Neobarock durch den Architekten Johann Baptist Schott entworfen. Nach der ursprünglichen Planung sollte die Altöttinger Basilika zwei flankierende Türme bekommen. Generalunternehmer war die örtliche Baufirma Lehner, für den Gewölbebau war deren Baupolier Josef Leberer eigenverantwortlich. Finanziert wurde die Kirche durch eine Vielzahl von Spenden aus ganz Bayern. Nach einer Bauzeit von 2½ Jahren wurde das Gotteshaus am 13. Oktober 1912 durch den Bischof von Passau Sigismund Felix von Ow-Felldorf eingeweiht.

## Ausstattung

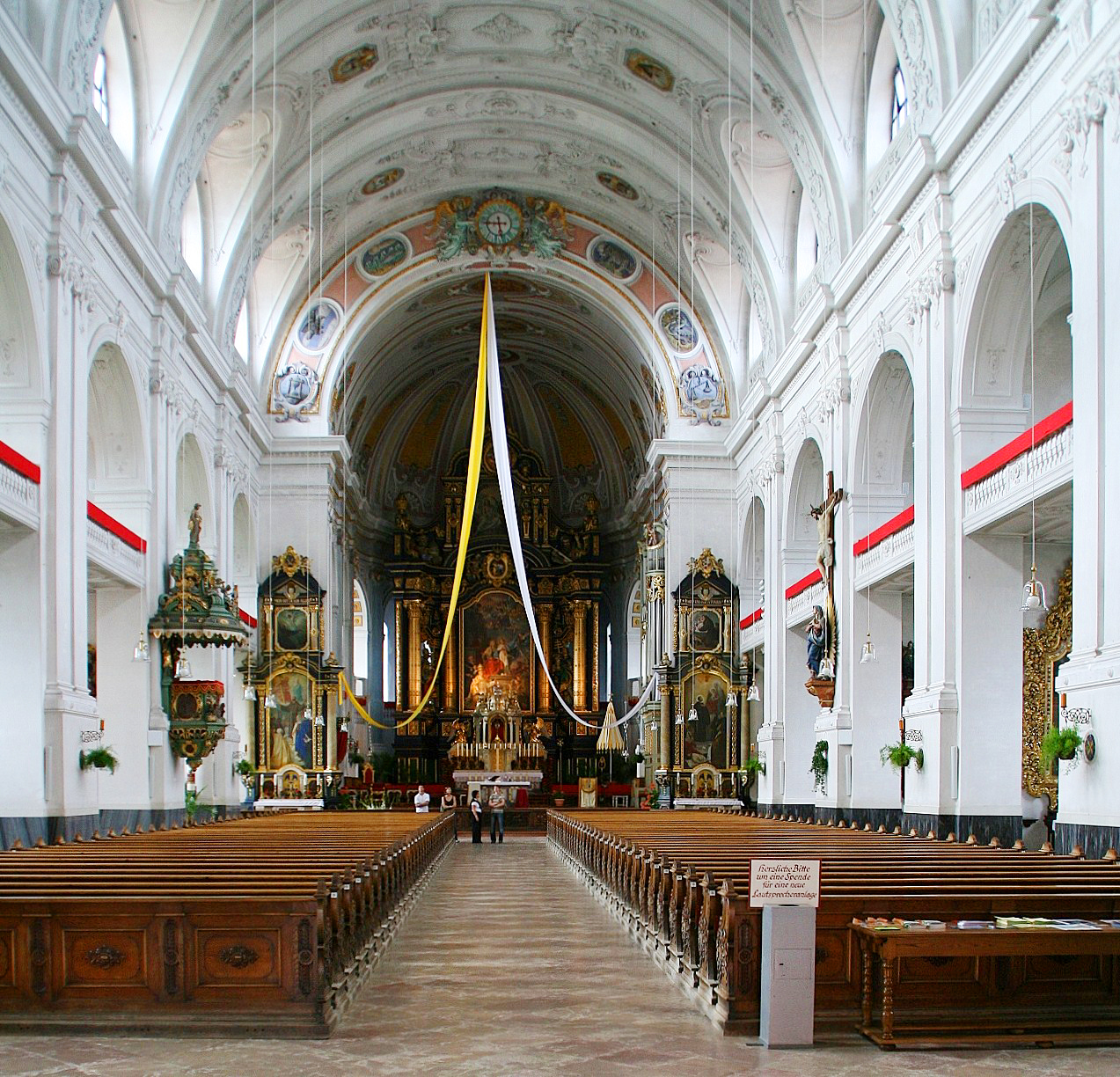
Innenraum

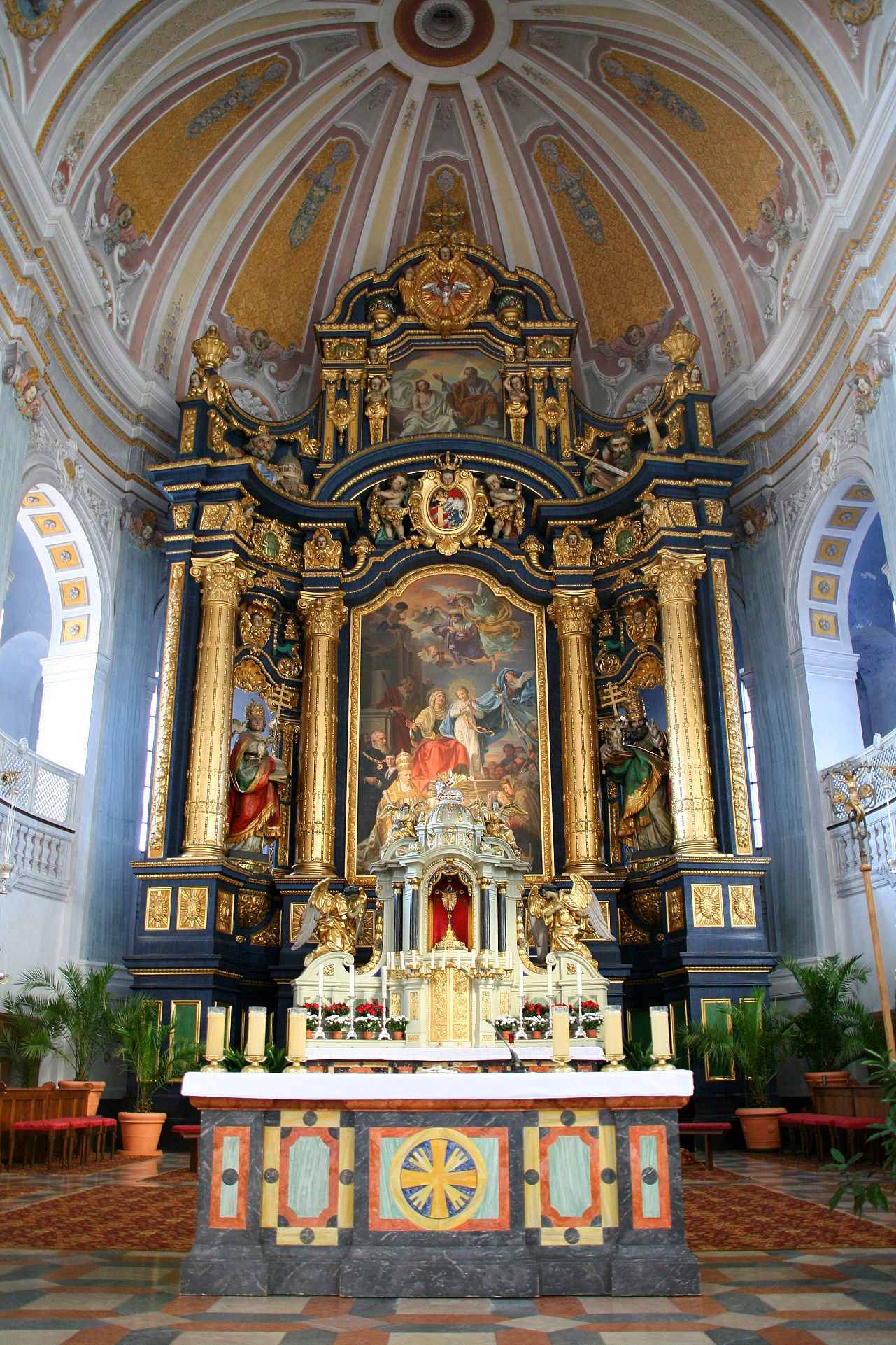
Hochaltar

### Altäre
Die Basilika besitzt zwölf Seitenaltäre und einen mächtigen Hochaltar.
Der Hochaltar wurde durch Prinzregent Luitpold gestiftet, weshalb das Altarbild vom bayerischen Königswappen gekrönt wird.
Das Altarblatt zeigt die Kirchenpatronin St. Anna zusammen mit St. Maria. Davor kniet Papst Pius X.
In der linken Ecke ist Prinzregent Luitpold in der Tracht des Großmeisters vom Hubertus-Ritterorden zusammen mit seinem 1914 gestorbenen Urenkel Luitpold zu sehen, der zur Zeit der Erbauung der St.-Anna-Kirche als ältester Sohn Kronprinz Rupprechts auch Thronfolger gewesen wäre.

### Fassade
Die Vorderfassade der Basilika gliedert sich in drei Stockwerke. In der ersten Ebene stehen die Ahnherren Christi – Adam, Abraham, Jesse und David. Die vier Meter hohen Statuen wurden 1912 von Sebastian Osterrieder geschaffen. Am oberen Abschluss der Fassade zeigt ein Reliefbild die Kirchenpatronin St. Anna mit Maria und dem Jesuskind. Als Basilika minor trägt sie an der Außenwand über dem Haupteingang das Wappen des aktuellen Papstes, im Gegensatz zu vielen anderen Basiliken, die das Wappen desjenigen Papstes zeigen, der sie zur Basilica minor erhoben hat. In der Kirche finden sich die acht Wappen der früheren Päpste von Pius X. bis Benedikt XVI., die zuvor über dem Hauptausgang angebracht waren.
Die angestrebte Doppelturmfassade wurde nie realisiert. Die beiden Turmsockel links und rechts der Fassade wurden durch einfache Satteldächer abgeschlossen.

### Orgel
In der Basilika gibt es zwei Orgeln: die große Marienorgel und die Chororgel.

#### Marienorgel

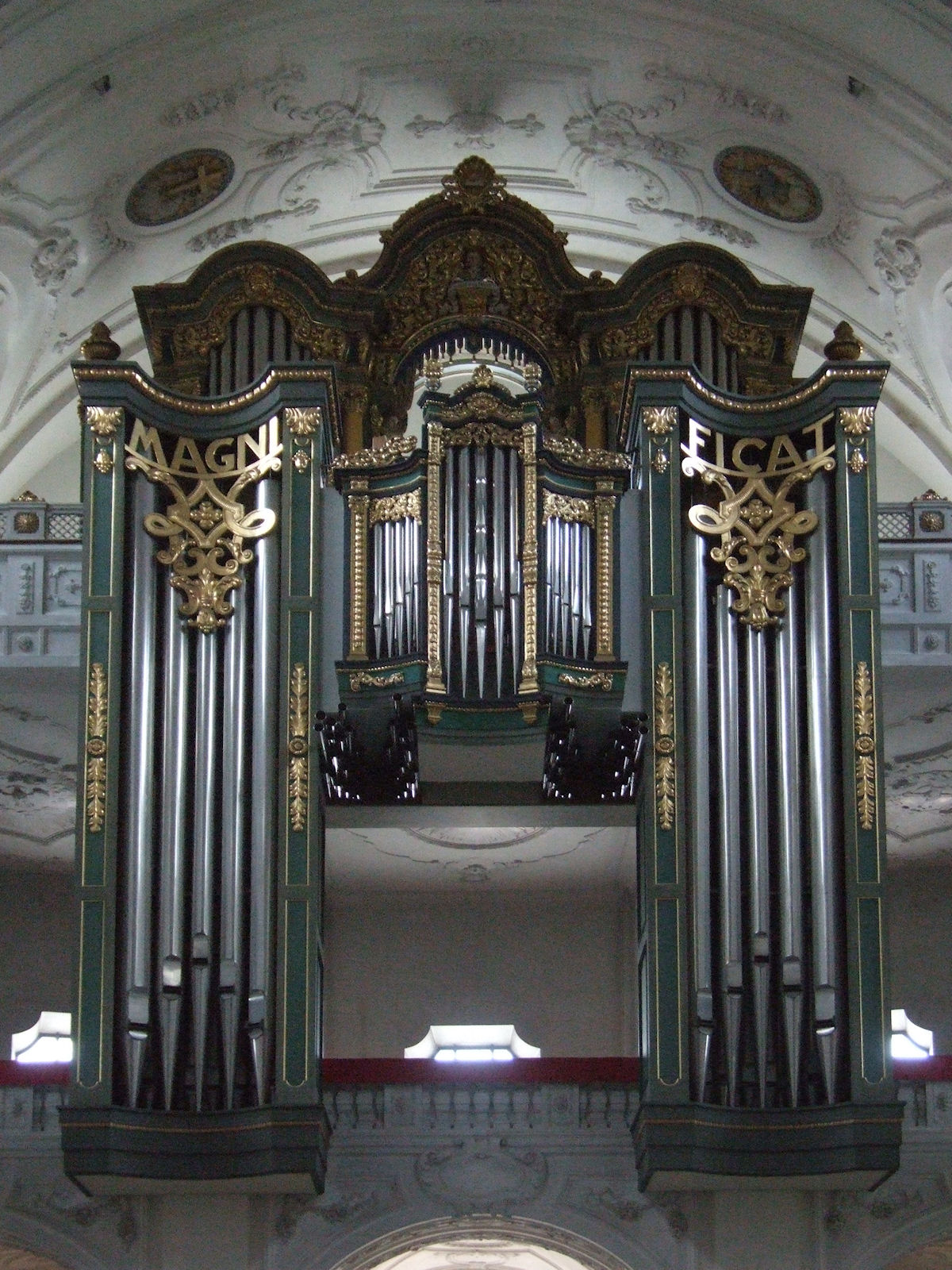
Marienorgel St. Anna

Die erste Basilikaorgel, das Vorgängerinstrument der heutigen großen Marienorgel, wurde im Jahre 1916 von dem Orgelbauer Koulen erbaut.
Im Jahre 1973 beauftragen die Kapuziner den Orgelbauer Gerhard Schmid, in dem vorhandenen Gehäuse der Koulen-Orgel ein neues Instrument zu erbauen. Die wertvollen romantischen Register des Vorgängerinstruments wurden in dem neuen Instrument wiederverwendet. Die Marienorgel hatte zunächst 82 Register auf fünf Manualen und Pedal. Die romantischen Register im Pedal und Schwellwerk stehen auf erhöhtem Winddruck (90–180 mm), ebenso die Chamaden unter dem Rückpositiv (110 mm). Die Spieltrakturen sind mechanisch, die Registertrakturen elektrisch. In den Jahren 1998 bis 2000 wurde das Instrument umfassend überarbeitet, mit einer elektronischen Setzeranlage ausgestattet und nachintoniert; die Disposition wurde auf 86 Register erweitert. Zu den Besonderheiten des Instruments zählen zum einen das Bombardewerk, welches vom 1. Manual aus spielbar ist, sowie das Kleinpedal, welches als Solowerk ein eigenständiges Manualwerk bildet. Neben dem Schwellwerk ist auch das Oberwerk schwellbar angelegt. Die Orgel zählt zu den größten Orgeln Süddeutschlands. Durch die komplette Innenrestaurierung der Basilika wurde die Hauptorgel einer großen Sanierung unterzogen, bei der nicht nur die gesamte Elektrik erneuert wurde (und so nun den neuesten Brandschutzvorschriften Rechnung trägt), sondern auch das Bombardwerk einen neuen Platz unter dem Gewölbe fand. Dadurch wurde die Klangabstrahlung dieses Werkes optimiert. Die Arbeiten während der Basilikarenovierung führte die Orgelbauwerkstatt Siegfried Schmid aus Knottenried bei Immenstadt durch. (Nachintonation: Martin Gessner)
Bemerkenswert ist auch der Orgelprospekt. Er besteht aus zwei Teilen. Der vordere Teil, das Brüstungswerk, beherbergt das Rückpositiv, das Solowerk, die Chamaden (auf dem Foto und bis zur Innenrestaurierung der Basilika hängend, unterhalb des Rückpositivs; seit der Wiedereröffnung im Jahr 2015 der Basilika auf den Dächern der beiden Hauptwerkgehäusetürme, direkt unter dem Gewölbe) und das Großpedal, mit dem Principal 32′ sichtbar im Prospekt und ein Teil des Kleinpedals. Dahinter steht das Gehäuse der Koulen-Orgel von 1916; es beherbergt das Hauptwerk, das Oberwerk, das Schwellwerk und einen Teil des Kleinpedals. Insgesamt hat die Orgel eine Höhe von 15 Metern und erstreckt sich über zwei Emporen. Seit der Eröffnung der Basilika 2015 ist sie wieder in neuer Klangpracht in Gottesdienst und Konzert zu bewundern. Es ist geplant, die Chororgel an die Hauptorgel anzuschließen.
| I Rückpositiv C–g3 |              |      |
| 1.                 | Principal    | 8′   |
| 2.                 | Gedeckt      | 8′   |
| 3.                 | Weidenpfeife | 8′   |
| 4.                 | Octav        | 4′   |
| 5.                 | Rohrflöte    | 4′   |
| 6.                 | Octav        | 2′   |
| 7.                 | Kleinpommer0 | 2′   |
| 8.                 | Sifflöte     | 1⁄3′ |
| 9.                 | Octav        | 1′   |
| 10.                | Scharf III   | 1′   |
| 11.                | Cymbel III   | 1⁄2′ |
| 12.                | Krummhorn    | 8′   |
|                    | Tremulant    |      |

| I Bombardwerk C–g3 |         |     |   |
| 13.                | Chamade | 16′ | N |
| 14.                | Chamade | 8′  | N |
| 15.                | Chamade | 4′  | N |

| II Hauptwerk C–g3 |                  |       |
| 16.               | Principal        | 16′   |
| 17.               | Oktav            | 8′    |
| 18.               | Holzflöte        | 8′    |
| 19.               | Gemshorn         | 8′    |
| 20.               | Großquinte       | 51⁄3′ |
| 21.               | Octav            | 4′    |
| 22.               | Koppelflöte      | 4′    |
| 23.               | Spitzquint       | 2⁄3′  |
| 24.               | Octav            | 2′    |
| 25.               | Terz             | 13⁄5′ |
| 26.               | Mixtur VI        | 2′    |
| 27.               | Scharfzimbel III | 2⁄3′  |
| 28.               | Trompete         | 16′   |
| 29.               | Trompete         | 8′    |
| 30.               | Trompete         | 4′    |

| III Oberwerk (schwellbar) C–g3 |                   |       |
| 31.                            | Nachthorn         | 8′    |
| 32.                            | Quintade          | 8′    |
| 33.                            | Spitzgamba        | 8′    |
| 34.                            | Nasat             | 51⁄3′ |
| 35.                            | Principal         | 4′    |
| 36.                            | Schweizerpfeife   | 4′    |
| 37.                            | Terz              | 31⁄5′ |
| 38.                            | Nasat             | 2⁄3′  |
| 39.                            | Blockflöte        | 2′    |
| 40.                            | Terz              | 13⁄3′ |
| 41.                            | Septime           | 8⁄7′  |
| 42.                            | Octav             | 1′    |
| 43.                            | Non               | 8⁄9′  |
| 44.                            | Undezime          | 8⁄11′ |
| 45.                            | Tredezime         | 8⁄13′ |
| 46.                            | Scharfmixtur IV 0 | 1⁄3′  |
| 47.                            | Bärpfeife         | 16′   |
| 48.                            | Vox humana        | 8′    |
|                                | Tremulant         |       |

| IV Schwellwerk C–g3 |                   |       |   |
| 49.                 | Bourdon           | 16′   | K |
| 50.                 | Principal         | 8′    | K |
| 51.                 | Konzertflöte      | 8′    | K |
| 52.                 | Salicional        | 8′    | K |
| 53.                 | Vox coelestis     | 8′    | K |
| 54.                 | Octav             | 4′    | K |
| 55.                 | Flaut major       | 4′    | K |
| 56.                 | Quint             | 2⁄3′  | K |
| 57.                 | Piccolo           | 2′    | K |
| 58.                 | Terz              | 13⁄5′ | K |
| 59.                 | Cornettmixtur VI0 | 2⁄3′  | K |
| 60.                 | Fagott            | 16′   | K |
| 61.                 | Oboe              | 8′    | K |
| 62.                 | Klarinette        | 8′    | K |
| 63.                 | Cor anglais       | 4′    | K |
|                     | Tremulant         |       | K |

| V Solo/Kleinpedal C–g3 |            |      |   |
| 64.                    | Rohrflöte  | 8′   |   |
| 65.                    | Pommer     | 4′   |   |
| 66.                    | Gemshorn 0 | 2′   |   |
| 67.                    | Mixtur IV  | 1⁄3′ |   |
| 68.                    | Dulcian    | 16′  |   |
| 69.                    | Trompete   | 8′   | N |
| 70.                    | Clairon    | 4′   |   |
| 71.                    | Kornett V  | 8′   | N |
|                        | Tremulant  |      |   |

| Pedal C– |                |        |   |
| 72.      | Principal      | 32′    |   |
| 73.      | Subquinte      | 211⁄3′ |   |
| 74.      | Oktav          | 16′    |   |
| 75.      | Subbass        | 16′    |   |
| 76.      | Violon         | 16′    | K |
| 77.      | Quintbass      | 102⁄3′ |   |
| 78.      | Octavbass      | 8′     |   |
| 79.      | Cello          | 8′     | K |
| 80.      | Großterz       | 62⁄5′  |   |
| 81.      | Octav          | 4′     |   |
| 82.      | Rauschbass V 0 | 2⁄3′   |   |
| 83.      | Kontratuba     | 32′    | K |
| 84.      | Posaune        | 16′    |   |
| 85.      | Trompete       | 8′     |   |
| 86.      | Trompete       | 4′     |   |

- Koppeln: V/II, IV/II, III/II, I/II, IV/III, V/III, V/P, IV/P, III/P, II/P, I/P.
- Spielhilfen: 5 freie Kombinationen, Tutti, Auslöser, O, Zungen ab, 128-facher Setzer, Sequenzer.

Anmerkungen
K = Max Koulen 1916
N = Erweiterung 1999/2000
1. 1 2  Durchschlagend.
2. ↑  Großpedal, im Prospekt.
3. ↑  Großpedal.

#### Chororgel

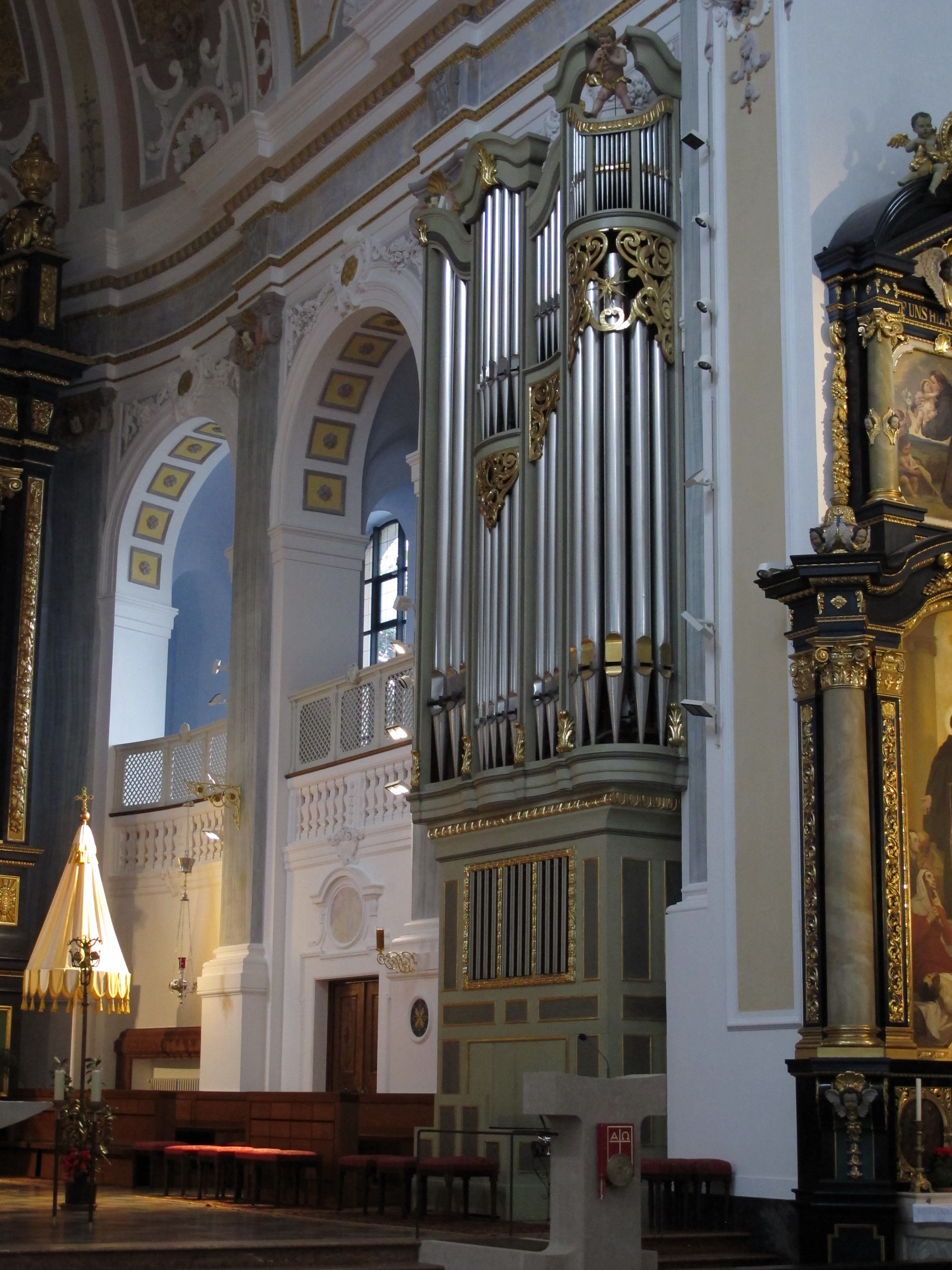
Chororgel

Die Chororgel wurde 1972 von dem Orgelbauer Ludwig Wastlhuber als Begleitinstrument für Gottesdienste im Basilikachor erbaut. Das rein mechanische Instrument hat 26 Register auf zwei Manualen und Pedal. Während der Basilikarenovierung wurde auch dieses Instrument ausgebaut und generalüberholt. Die Arbeiten besorgte die das Instrument pflegende Passauer Orgelbaufirma Eisenbarth.
| I Hauptwerk C–g3 |              |       |
| 1.               | Quintadena   | 16′   |
| 2.               | Principal    | 8′    |
| 3.               | Spillpfeife  | 8′    |
| 4.               | Octave       | 4′    |
| 5.               | Kleingedackt | 4′    |
| 6.               | Scharfquinte | 2 ⁄3′ |
| 7.               | Octave       | 2′    |
| 8.               | Hohlschelle  | 2′    |
| 9.               | Mixtur VI    | 1 ⁄3′ |
| 10.              | Trompete     | 8′    |

| II Brustwerk (schwellbar) C–g3 |               |       |
| 11.                            | Holzgedackt   | 8′    |
| 12.                            | Spitzflöte    | 8′    |
| 13.                            | Principal     | 4′    |
| 14.                            | Rohrflöte     | 4′    |
| 15.                            | Prinzipal     | 2′    |
| 16.                            | Sifflöte      | 1 ⁄3′ |
| 17.                            | Terzcymbel IV | 2⁄3′  |
| 18.                            | Holzkrummhorn | 8′    |
|                                | Tremulant     |       |

| Pedalwerk C–f1 |              |       |
| 19.            | Principal    | 16′   |
| 20.            | Subbaß       | 16′   |
| 21.            | Octave       | 8′    |
| 22.            | Gemshorn     | 8′    |
| 23.            | Nachthorn    | 4′    |
| 24.            | Biffaro II   | 4′+2′ |
| 25.            | Hintersatz V | 2 ⁄3′ |
| 26.            | Bombarde     | 16′   |

- Koppeln: II/I, I/P, II/P
- Spielhilfen: 2 freie Kombinationen, 1 freie Pedalkombination, Zungen ab, Tutti, Cymbelstern

### Glocken
Im kupfernen Dachreiterturm hängen zwei Bronzeglocken der Glockengießerei Johann Hahn, Landshut, in den Schlagtönen g1 und b1.